# Ondřej Materna
Ondřej Materna (*21. ledna 1987) je český právník a podnikatel. Je spoluzakladatelem společnosti Legito s. r. o., která se specializuje na dokumentovou automatizaci a působí prakticky celosvětově.

## Život
Materna vystudoval Fakultu informatiky a Právnickou fakultu Masarykovy univerzity. Toto studium mimo jiné vedlo k podnikání v LegalTech odvětví. Podnikat společně s kolegy začali v době, kdy měli jiné zaměstnání. V roce 2017 získal ocenění Inovativní právník udělované týdeníkem Ekonom. Spolu s Legito se v roce 2018 pomocí agentury CzechInvest dostali do etablovaného akcelerátoru VentureOut v New Yorku, kde tři měsíce ladili své obchodní dovednosti a sbírali zkušenosti a kontakty.